# Shuiyao
Shuiyao (kinesiska: 水尧, 水尧水族乡) är en socken i Kina. Den ligger i provinsen Guizhou, i den sydvästra delen av landet, omkring 190 kilometer sydost om provinshuvudstaden Guiyang.